# Sobennikoffia robusta
Sobennikoffia robusta é uma espécie de orquídea, família Orchidaceae, que habita o oeste de Madagascar. É uma planta epífita, monopodial, com caule e folhas longos, e inflorescência racemosa com flores brancas de sépalas e pétalas livres, e longo nectário na parte de trás de seu labelo afunilado.